# Club Tigres de la Universidad Autónoma de Nuevo León
El Club Tigres de la Universidad Autónoma de Nuevo León és un club de futbol mexicà de la ciutat de San Nicolás de los Garza, a l'estat de Nuevo León. És l'equip de la Universidad Autonoma de Nuevo León.

## Història
El club nasqué el 25 d'agost de 1960 després de la desaparició del Club Jabatos del Nuevo León. Les denominacions oficials del club han estat:
- Club Deportivo Universitario de Nuevo León A.C. (1967-1996)
- Sinergia Deportiva S.A. de C.V. (1996-Present)

## Palmarès
- Lliga mexicana de futbol (2): 
  - 1977-78, 1981-82
- Segona divisió (3)
  - 1973-74, Hivern 1996, Estiu 1997
- Copa México (2): 
  - 1975-76, 1995-96
- InterLiga: 2005, 2006
- Rio Grande Plate: 2007, 2008
- Sèrie Mundial de Futbol 2007
- Copa Chiapas: 2008

## Futbolistes destacats
| - Claudio Suárez - Bernardo Garcia Flores - Jorge Campos - Luis Hernández - Ramón Ramírez - Gerardo Elizondo Gonzalez - Antonio Sancho - Martin Zuñiga - Joaquin del Olmo - Francisco Javier Cruz - Francisco Fonseca - Miguel España - Tomas Boy - Roberto Gomez Junco - Jaime Lozano - Lucas Ayala - Mario Ruiz - Cabinho - Antonio Carlos Santos - Nilson Esidio - Aílton - Marcelo Domingues - Irenio - Kléber | - Alex Mineiro - Sebastiao Pereira - Júlio César Santos Correa - Flavio Rogeiro - Osvaldo Batocietti Ronco - Jorge Humberto Boreli - Sergio Omar Almirón 1991 - Angel David Comizzo 1990-1991 - Danilo Tosello - Walter Gaitán - Néstor Silvera - Gustavo Campagnuolo - Claudio Husaín - Sixto Peralta - Rolando Zárate - Fabián Alberto Cubero - Guillermo Marino - Gastón Fernández - Lucas Armando Lobos - Alberto Cardaccio - Walter Daniel Mantegazza - Roberto Dante Siboldi - Pablo Fernando Hernández - Sebastián Abreu | - Roberto Hodge - Gustavo Moscoso - Alejandro Hisis - Jaime Pizarro - Gabriel Mendoza - Claudio Núñez - José Luis Sierra - Sebastián González - Julio Aguilar - Pedro Benitez - Félix Ricardo Torres - Mauro Caballero - Danilo Aceval - Julio César Cáceres - Ariel Bogado - Gerónimo Barbadillo 1977-1982 - Iván Hurtado - Luis Saritama - Javier Restrepo - Percy Colque - Blas Pérez - Emil Kostadinov |